# Kelee Ringo
Kelee Jahare-Hale Ringo (geboren am 27. Juni 2002 in Tacoma, Washington) ist ein US-amerikanischer American-Football-Spieler auf der Position des Cornerbacks. Er spielte College Football für die Georgia Bulldogs. Im NFL Draft 2023 wurde Ringo in der vierten Runde von den Philadelphia Eagles ausgewählt.

## Frühe Jahre und College
Ringo besuchte die Saguaro High School in Scottsdale, Arizona, wo er neben dem Footballteam als Cornerback und Runningback auch in der Leichtathletik aktiv war. Er wurde als Fünf-Sterne-Rekrut und als der beste Cornerback des Jahrgangs 2020 bewertet. Er spielte im All-American Bowl 2020 und wurde von USA Today als Highschool All-American ausgezeichnet. Beim All-American Bowl entschied er sich, College Football für die Georgia Bulldogs der University of Georgia zu spielen, obwohl er unter anderem auch Angebote von Alabama und Oregon erhielt.
Vor der Saison 2020 zog er sich eine schwere Schulterverletzung zu und verpasste daher die gesamte Saison, wofür er ein Redshirt angerechnet bekam. Nach den Abgängen von Eric Stokes, Tyson Campbell und D. J. Daniel in die NFL wurde er ab dem vierten Spiel der Saison 2021 gegen Vanderbilt zum Starter neben Derion Kendrick ernannt. Bereits in seinem zweiten Spiel konnte er beim 56:7-Sieg gegen die UAB Blazers eine Interception fangen. Mit den Bulldogs erreichte er die College Football Playoffs, nur das SEC Championship Game verlor man mit 24:41 gegen Alabama. Nach einem überzeugenden 34:11-Sieg im Orange Bowl gegen Michigan erreichten sie das College Football Playoff National Championship Game, wo man wieder auf Alabama traf. Dort gewann man mit 33:18, Ringo konnte in der letzten Minute eine Interception von Bryce Young fangen, welche er für 79 Yards zum Touchdown zurücktragen und damit das Spiel entscheiden konnte. In der Saison 2022 gewann Ringo erneut mit Georgia die nationale Meisterschaft.

## NFL
Im NFL Draft 2023 wurde Ringo in der vierten Runde an 105. Stelle von den Philadelphia Eagles ausgewählt.